# Biscuiți Eugenia

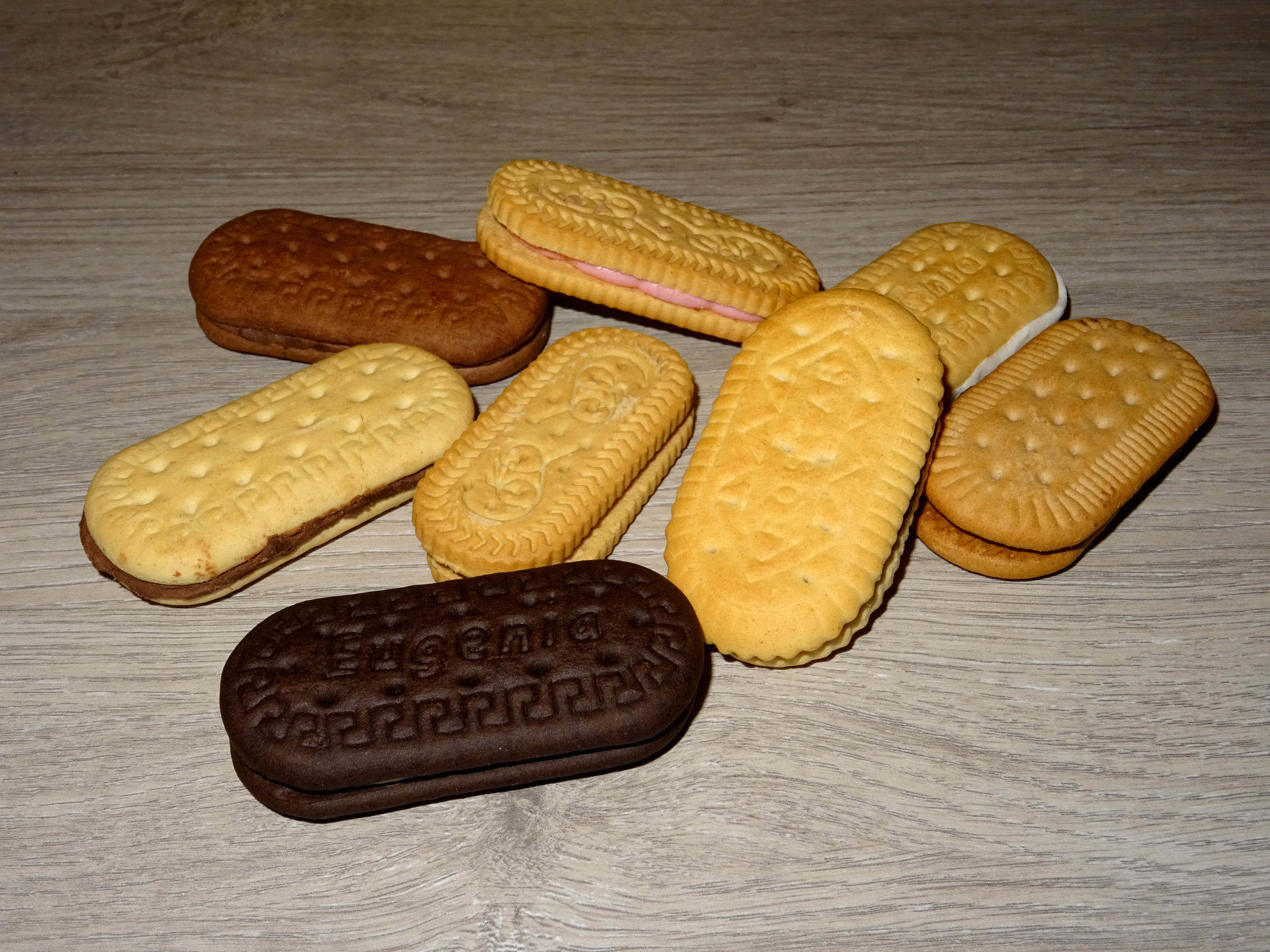
Eugenii

Eugenia este o marcă de biscuiți românească.
Producătorul care are înregistrată marca de biscuiți Eugenia din 1997 este compania de panificație Dobrogea, aparținând Dobrogea Grup. În anul 2005, Dobrogea a relansat „Eugenia” ca produs premium într-o nouă formă, cu un ambalaj care păstrează mai bine calitatea produsului. Aceasta marca a aparut prima data in 1947
Cu toate că produsul nu a beneficiat de un brand management special, marca a devenit substantiv comun, produsele asemănătoare nemaifiind numite „biscuiți cu cremă de cacao” ci „eugenii”.